# Chamber
Pour les articles homonymes, voir Décibel (homonymie) et Chambar.
Chamber ou Decibel est un personnage de fiction, super-héros appartenant à l'univers de  Marvel Comics. Créé par Scott Lobdell et Chris Bachalo, il est apparu pour la première fois dans le comic book Generation X #1, en novembre 1994.

## Biographie fictive
Jonothon « Jono » Starsmore, jeune Londonien, manifeste son pouvoir pour la première fois lors d'un rendez-vous amoureux. Sa poitrine et sa bouche explosèrent, mutilant sa petite amie, Gayle Edgerton. Sans mâchoire, il peut toutefois communiquer par télépathie. Il n'a plus besoin de boire, de manger ni de respirer. On pense qu'il absorbait l'énergie psionique ou qu'il en était lui-même, son corps n'étant plus qu'une simple coquille.
Il accepte l'invitation du Professeur Xavier de rejoindre la jeune équipe Génération X. À son arrivée à l'aéroport, il est attaqué par Emplate qui affronte alors pour la première fois les jeunes mutants. Il se lie d'amitié avec Penance qui vient vivre avec l'équipe.
Emplate capture Jono avec l'aide de Gayle qui a voulu se venger, puis il emprisonne le duo. Ils réussissent à s'enfuir et font la paix. Depuis, Jono a une relation assez mouvementée avec Husk.
Il tombe dans une dépression à mesure de son entraînement. Il est invité par la suite à intégrer les X-Men, mais il refuse et repart vivre à Londres, où il sort avec une jeune chanteuse pop, Sugar Kane. Mais ils se séparent vite, car leur relation n'est qu'un plan pour attirer les médias.
Il repart aux États-Unis, où il retrouve Husk lié romantiquement à Archangel. Il attaque ce dernier et détruit le bar. Énervés de ses sautes d'humeur, les X-Men le livrent aux autorités. En prison, il est contacté par Brent Jackson qui l'invite au sein de Weapon X. Il accepte mais infiltre en fait le groupe, car c'est le plan des X-Men. Weapon X répare son corps et lui rend un visage humain.
Lors du M-Day, alors qu'il se trouve au milieu d'un combat avec ses équipiers de Weapon X (Wild Child, il perd ses pouvoirs et tombe dans le coma, sa poitrine dévastée par sa dernière explosion psychokinétique. Transféré quelque temps dans un hôpital, il est enlevé par Ozymandias, son corps restauré et désormais semblable à celui d'Apocalypse. Ses pouvoirs semblent avoir atteint un niveau Oméga. Ne souhaitant pas suivre les buts de ses ancêtres les Starsmore et faire partie du Clan Akkaba (les serviteurs d'Apocalypse), Jono parvient à s'enfuir.
Il y a peu de temps[Quand ?], on a revu Chamber sous le nom de Décibel, habillé en kilt, chez les New Warriors, avec Jubilé.

## Pouvoirs
- Autrefois, la poitrine, la gorge et la bouche de Chamber avaient été perforées par une explosion d'énergie psionique contenue dans son corps. Il parlait par télépathie. Il n'avait pas besoin de respirer, ni de boire ou manger. Il pouvait relâcher cette énergie sous la forme de rafales explosives, avec assez de précision pour former un rayon laser, s'il se concentrait suffisamment. Il perd ses pouvoirs lors du M-Day.
- Chamber possède désormais des pouvoirs sonores lui permettant de créer des bulles de son solide.
- Chamber est immunisé au facteur mort généré par le mutant Omega Red.
- C'est un bon guitariste, et un habile crocheteur de serrure.